# Грегор Глас
Грегор Глас (Ново Место, 29. април 2001) словеначки је кошаркаш. Игра на позицији бека, а тренутно наступа за Цедевиту Олимпију.

## Каријера

### Клупска
Глас је сениорску каријеру почео у екипи Приморске. Од 2019. до 2021. је наступао за београдски Динамик. Током такмичарске 2020/21. у Кошаркашкој лиги Србије је бележио просечно 18,1 поен и 4,2 скока по мечу.
Након што је прошао комплетне припреме и пробни период код тренера Жељка Обрадовића, Глас је 26. септембра 2021. године потписао трогодишњи уговор са Партизаном. Играч Партизана је био до 4. јануара 2023. када је прешао у Цедевиту Олимпију. Истог дана словеначки клуб га је проследио на позајмицу до краја сезоне у Морнар из Бара.

### Репрезентативна
Са репрезентацијом Словеније до 18 година је освојио бронзану медаљу на Европском првенству 2019. у Грчкој. 
За сениорску репрезентацију Словеније је дебитовао 14. септембра 2018. на утакмици са Летонијом у оквиру квалификација за Светско првенство 2019. у Кини. Тим наступом, Глас је постао најмлађи играч који је заиграо за сениорску репрезентацију Словеније.

## Успеси

### Клупски
- Приморска:
  - Друга Јадранска лига (1): 2018/19.
  - Првенство Словеније (1): 2018/19.
  - Куп Словеније (2): 2018, 2019.

- Цедевита Олимпија:
  - Првенство Словеније (1): 2023/24.
  - Куп Словеније (1): 2024.
  - Суперкуп Словеније (1): 2023.

### Репрезентативни
- Европско првенство до 18 година:  2019.